# Yakup Demir
Yakup Demir (* 15. Februar 1992 in Karakoçan) ist ein türkischer Fußballspieler.

## Karriere
Demir begann mit dem Vereinsfußball in der Jugend von Elazığspor und spielte anschließend für die Jugendmannschaften von Yıldızgücü SK. Seine Profikarriere startete er 2011 bei Keçiören Sportif, einem Viertligisten der türkischen Hauptstadt Ankara. Anschließend spielte er der Reihe nach für die Dauer von jeweils einer Saison bei den Vereinen Adıyamanspor, Keçiörengücü und Van Büyükşehir Belediyespor. Mit Keçiörengücü beendete er die TFF 3. Lig als Meister und erreichte so den Aufstieg in die TFF 2. Lig.
Zur Saison 2015/16 wurde er vom Zweitligisten Adanaspor verpflichtet. Mit diesem Verein beendete Kocaoğlu die Saison als Zweitligameister und stieg damit in die Süper Lig auf. An dem zweiten Aufstieg seiner Karriere war er mit neun Ligaspieleinsätzen beteiligt. Nach dem Aufstieg wurde er an den Istanbuler Drittligisten Sarıyer SK ausgeliehen.

## Erfolge
Mit Keçiörengücü
- Meister der TFF 3. Lig und Aufstieg in die TFF 2. Lig: 2012/13

Mit Adanaspor
- Meister der TFF 1. Lig und Aufstieg in die Süper Lig: 2015/16